# Boucle de l'Artois
La Boucle de l'Artois, conosciuta anche come Boucle de l'Artois-Trophée Arras Leader, è una corsa a tappe maschile di ciclismo su strada, che si disputa nel dipartimento del Passo di Calais, in Francia, ogni anno nel mese di aprile. È inserita nel calendario dell'UCI Europe Tour, come evento di classe 2.2.
Creata nel 1990, rimase prova riservata ai dilettanti fino al 2004, con l'eccezione dell'edizione 1997 che fu inserita nel calendario dell'UCI nella classe 1.5. Nel 2005 fu inserita nel calendario dell'UCI Europe Tour, nella classe 1.2. Nel 2008 diventò corsa a tappe, classificata 2.2, per poi tornare ad essere inserita nel calendario nazionale nel 2010.
Nel 2025 torna in calendario come corsa in linea.

## Albo d'oro
Aggiornato all'edizione 2025.
| Anno      | Vincitore               | Secondo                 | Terzo               |
| --------- | ----------------------- | ----------------------- | ------------------- |
| 1990      | William Perard          |                         |                     |
| 1991      | Jean-François Laffillée |                         |                     |
| 1992      | Laurent Davion          | Jean-François Laffillée | Claude Lamour       |
| 1993      | Didier Faivre Pierret   | Michel Lallouet         | Hervé Boussard      |
| 1994      | Danny In 't Ven         | Franck Morelle          | Fabrice Naessens    |
| 1995      | Jean-François Laffillée | Laurent Lefèvre         | Jean-Michel Thilloy |
| 1996      | Jean-Michel Thilloy     | Marc Streel             | Alexei Nakazny      |
| 1997      | Christophe Detilloux    | Carlo Meneghetti        | Franck Morelle      |
| 1998      | Jean-Michel Thilloy     | Ludovic Vanhee          | Jean-Claude Thilloy |
| 1999      | Jean-Michel Thilloy     |                         |                     |
| 2000      | Olivier Lenaic          | Renaud Dion             | Stéphane Auroux     |
| 2001      | Christophe Laurent      | Guillaume Laloux        | Carlo Meneghetti    |
| 2002      | Noan Lelarge            | Mattias Carlsson        | Takehiro Mizutani   |
| 2003      | Koen Das                | Renzo Mazzoleni         | Frédéric Mille      |
| 2004      | Jussi Veikkanen         | Kenny de Block          | Yann Pivois         |
| 2005      | Jérôme Bouchet          | David Tanner            | Aleksandr Sabalin   |
| 2006      | Aleksandr Chatuncev     | Sergej Kolesnikov       | Médéric Clain       |
| 2007      | Andrej Kljuev           | René Jørgensen          | Michael Reihs       |
| 2008      | Timofej Krickij         | Thomas Bodo             | Martin Mortensen    |
| 2009      | Sergej Firsanov         | Dimitri Champion        | Frank Vandenbroucke |
| 2010      | Evaldas Šiškevičius     | Julien Belgy            | Kévin Lalouette     |
| 2011      | Pierre-Luc Périchon     | Samuel Plouhinec        | Romain Guillemois   |
| 2012      | Sylvain Blanquefort     | Maxime Daniel           | Benoît Sinner       |
| 2013      | Fredrik Ludvigsson      | Berden de Vries         | André Steensen      |
| 2014-2024 | non disputata           | non disputata           | non disputata       |
| 2025      | Lewis Bower             | Matthew Fox             | Sebastian Putz      |